# Hermanus Willem Koekkoek
Hermanus Willem Koekkoek (Amsterdam, 7 januari 1867 - aldaar, 9 september 1929) was een Nederlands kunstschilder, vooral bekend om zijn militaire taferelen. Hij maakte deel uit van het bekende schildersgeslacht Koekkoek en was de zoon van stadsschilder Willem Koekkoek en broer van Marinus Adrianus Koekkoek.

## Leven en werk
Hermanus Willem Koekkoek werd opgeleid door zijn vader, Willem Koekkoek. Hij woonde en werkte aanvankelijk in Amsterdam, verbleef van 1887 tot 1891 in Londen, waar zijn ooms Hermanus Koekkoek de Jonge en Barend Hendrik Koekkoek in de kunsthandel zaten, ging vervolgens terug naar Amsterdam en vertrok in 1901 opnieuw naar Londen. Begin jaren 1920 keerde hij weer terug naar zijn geboortestad, waar hij in 1929 overleed, 62 jaar oud.
Hermanus Willem Koekkoek maakte vooral naam als schilder met militaire voorstellingen. Hij was een der weinige Nederlandse kunstschilders die dit genre beoefenden. Veel van zijn werken hebben militaire operaties uit de Frans-Duitse Oorlog (1870-1871) als onderwerp, waarvoor hij nauwgezet historisch onderzoek uitvoerde. Bij voorkeur schilderde hij cavaleriecharges, maar ook het dagelijkse soldatenleven had zijn aandacht.
Diverse van zijn werken zijn te zien in het Legermuseum in Delft.
Koekkoek maakte naast militaire taferelen ook portretten, genrewerken, historische taferelen en diervoorstellingen.

## Galerij

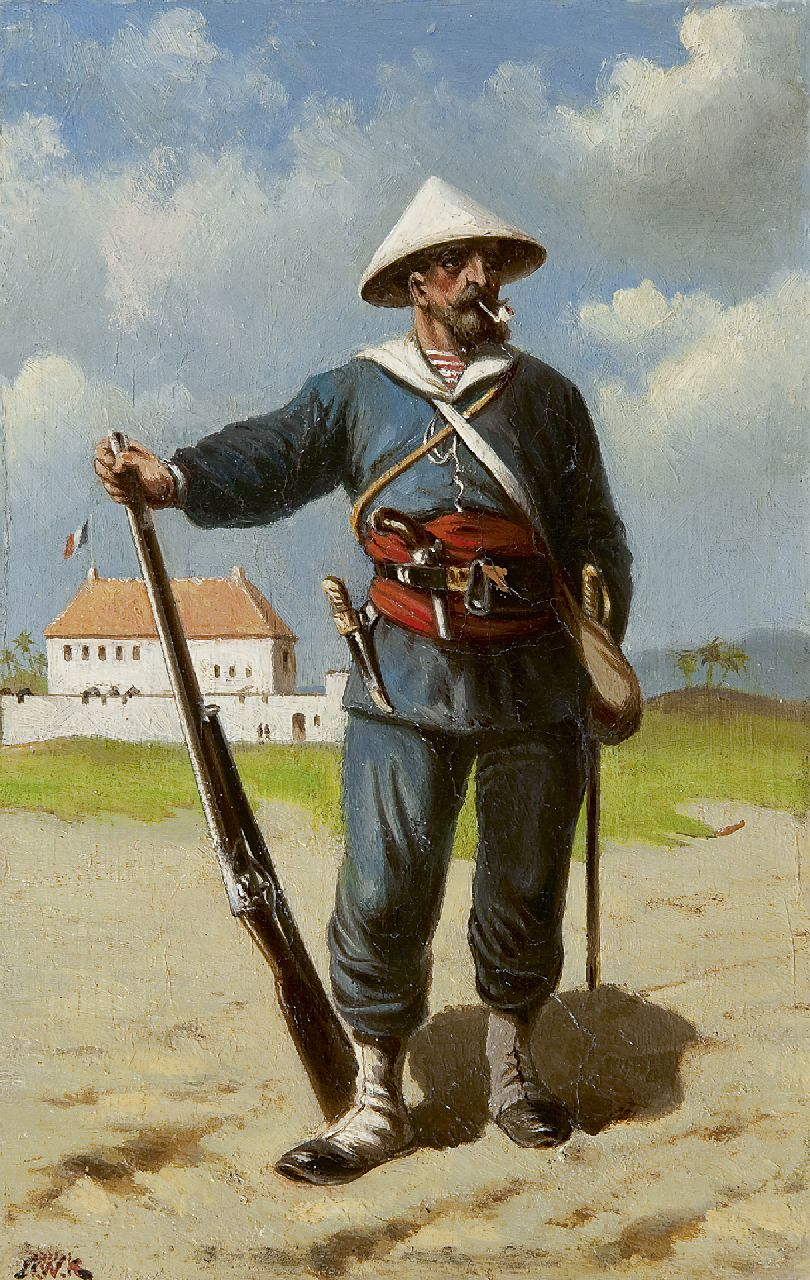
Franse marinier bij fort in Cochin-China, olieverf op paneel 24,9 x 16,2 cm, gesigneerd l.o. met initialen. Herkomst: Simonis & Buunk.
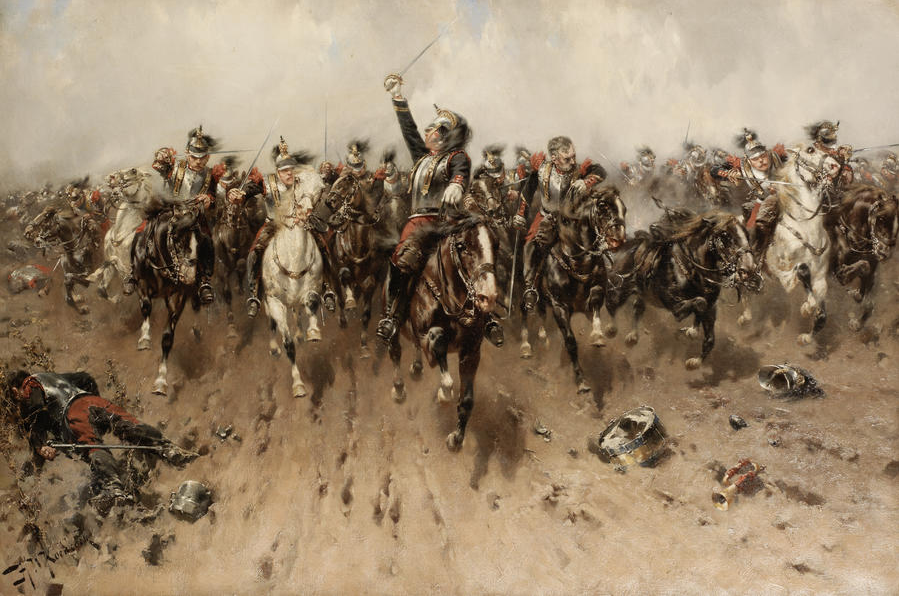
Ten aanval
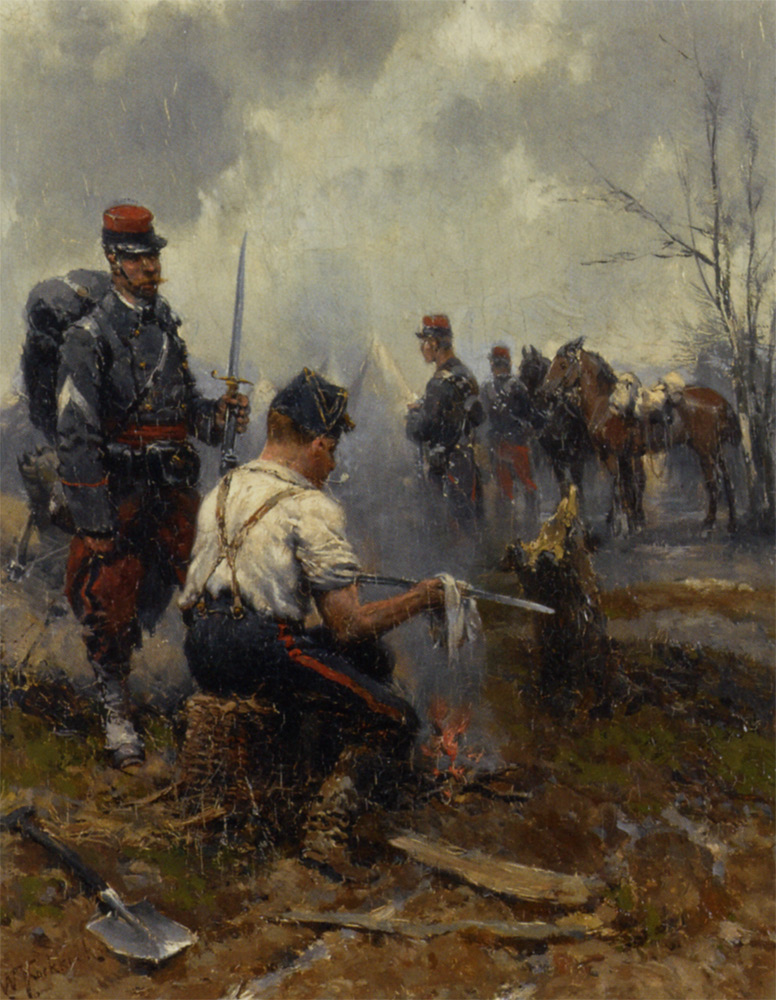
De zwaarden poetsen
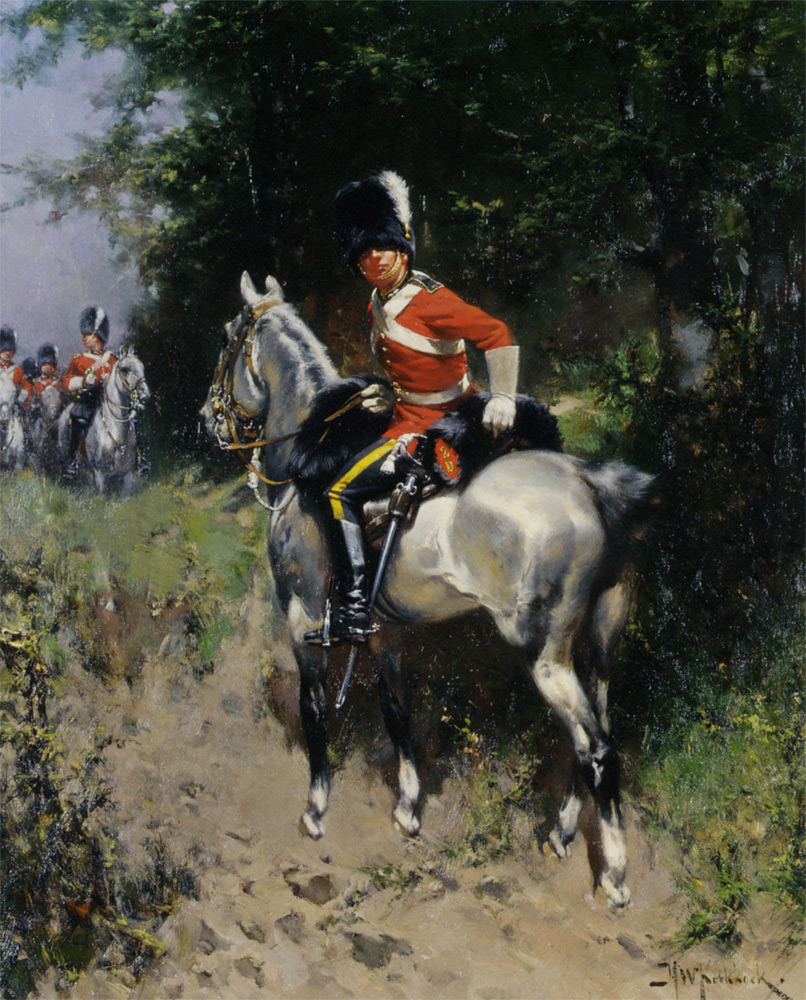
Huzaren